# Tosia i Tymek
Tosia i Tymek (ang. Topsy and Tim) – brytyjski serial dla dzieci wyemitowany w latach 2013-2015 bazujący na serii książek autorstwa Jean i Garetha Adamsonów. 

## Obsada[1]
- Jocelyn Macnab – Tosia (ang. Topsy)
- Joshua Lester – Tymek (ang. Tim)
- Anna Acton – Jola (ang. Joy)
- Chris Hannon – Bartek (ang. Brian)
- Suzy Aitchison – Babcia Marta (ang. Molly)

## Wersja polska
Seria I i II: 
Polska premiera serialu odbyła się 6 kwietnia 2015 roku na kanale BBC CBeebies.
W rolach głównych wystąpili
- Alicja Reszczyńska – Tosia
- Tomek Pionk – Tymek
- Małgorzata Musiała – Jola
- Mateusz Deskiewicz – Bartek
- Małgorzata Rychlicka-Hewitt – Mama Antka, Elżbieta
- Małgorzata Brajner – Babcia Marta
- Patrycja Teterycz – Asia
- Tomasz Przysiężny – Darek Złota Rączka (odc. 2), Pan Filipiak (odc. 10)

oraz:
- Barbara Kubica-Daniel
- Jacek Labijak
- Elżbieta Goetel
- Maja Panicz

i inni
Piosenkę śpiewał: Krzysztof Majda
Realizacja dźwięku: Karolina Kinder
Kierownictwo produkcji: Paweł Żwan
Realizacja wersji polskiej: Studio Tercja Gdańsk dla Hippeis Media International

### Seria III, Odcinek specjalny
Opracowanie i udźwiękowienie wersji polskiej: STUDIO SONICA
Dialogi polskie: Joanna Kuryłko
Reżyseria: Izabella Bukowska-Chądzyńska
Dźwięk i montaż: Maciej Brzeziński
Kierownictwo produkcji: Agnieszka Kudelska
Wystąpili:
- Jakub Strach – Tymek
- Alicja Warchocka – Tosia
- Agnieszka Fajlhauer – Jola
- Przemysław Glapiński – Bartek
- Ewa Serwa – Babcia Marta

oraz:
- Andrzej Chudy – Pan Darek
- Anna Szymańczyk
- Anna Wodzyńska
- Izabella Bukowska-Chądzyńska
- Jarosław Domin – Weterynarz (odc. 69)
- Tomasz Błasiak
- Anna Apostolakis-Gluzińska
- Kamil Pruban
- Krzysztof Tymiński – Antek (odc. 66)
- Paweł Szymański – Adam (odc. 66)
- Agnieszka Kudelska – Pani Percy (odc. 70)

i inni
Wykonanie piosenek:
- Adam Krylik (czołówka),
- Jakub Strach (tyłówka),
- Alicja Warchocka (tyłówka)

Lektor tyłówki: Kamil Pruban

## Spis odcinków

### Seria 1 (2013–2014)
| №  | #  | Tytuł polski           | Tytuł angielski    |
| -- | -- | ---------------------- | ------------------ |
| 1  | 1  | Deszczowy dom          | Rainy House        |
| 2  | 2  | Dziwne łóżka           | Strange Beds       |
| 3  | 3  | Podwójna zabawa        | Double Playdate    |
| 4  | 4  | Nowe ubrania           | New Clothes        |
| 5  | 5  | Zgubione klucze        | Lost Keys          |
| 6  | 6  | Dzień z psem           | Dog Day            |
| 7  | 7  | Tor kulkowy            | Marble Run         |
| 8  | 8  | Mycie samochodu        | Car Wash           |
| 9  | 9  | Brzydki zapach         | Bad Smell          |
| 10 | 10 | Opiekunowie zwierzątek | Pet Sitters        |
| 11 | 11 | Duże pudło             | Big Box            |
| 12 | 12 | Zabawa w chowanego     | Finders Seekers    |
| 13 | 13 | Torba na kółkach       | Wheely Bag         |
| 14 | 14 | Bliźniaki blźniąt      | Twin Twins         |
| 15 | 15 | Nowa opiekunka         | New Babysitter     |
| 16 | 16 | Jajo dinozaura         | Dinosaur Egg       |
| 17 | 17 | Swędzące głowy         | Itchy Heads        |
| 18 | 18 | Kupcy domu             | House Buyers       |
| 19 | 19 | Przedstawienie         | The Play           |
| 20 | 20 | Stare zabawki          | Old Toys           |
| 21 | 21 | Zaginiony patyk        | Lost Stick         |
| 22 | 22 | Śpiewanie piosenek     | Sing Song          |
| 23 | 23 | Papier do pakowania    | Wrapping Paper     |
| 24 | 24 | Przebieranki           | Dressing Up        |
| 25 | 25 | Ospa wietrzna          | Chicken Pox        |
| 26 | 26 | Sianie Słoneczników    | Growing Sunflowers |
| 27 | 27 | Mały Jaś               | Baby Jack          |
| 28 | 28 | Rozbudzeni             | Wide Awake         |
| 29 | 29 | Przeprowadzka          | Moving House       |
| 30 | 30 | Pamiętasz jak          | Remember When      |

### Seria 2 (2014)
| №  | #  | Tytuł polski            | Tytuł angielski      |
| -- | -- | ----------------------- | -------------------- |
| 31 | 1  | Nowy dom                | New House            |
| 32 | 2  | Nowe zwierzątko         | New Pet              |
| 33 | 3  | Nowa koleżanka          | New Friend           |
| 34 | 4  | Pracowici budowlańcy    | Busy Builders        |
| 35 | 5  | Podwójna huśtawka       | Twin Swings          |
| 36 | 6  | Chora łapka             | Sore Paw             |
| 37 | 7  | Pamiątkowe zdjęcie      | Nursery Photo        |
| 38 | 8  | Nowe rowery             | New Bikes            |
| 39 | 9  | Zagubiony kotek         | Lost Cat             |
| 40 | 10 | Domowy namiot           | Indoor Tent          |
| 41 | 11 | Rodzinne drzewko        | Family Tree          |
| 42 | 12 | Wierciołek na wycieczce | Wiggles' Trip        |
| 43 | 13 | Akcja ratunkowa         | Emergency Rescue     |
| 44 | 14 | Potłuczony wazon        | Broken Vase          |
| 45 | 15 | Wyjątkowy tort          | Special Cake         |
| 46 | 16 | Nasze zęby              | Our Teeth            |
| 47 | 17 | Pomaganie tacie         | Helping Dad          |
| 48 | 18 | Kąpanie Mosi            | Washing Mossy        |
| 49 | 19 | Biuro taty              | Dad's Office         |
| 50 | 20 | Witaj w domu            | Welcome Home         |
| 51 | 21 | Wyjątkowe zaproszenie   | Special Invitation   |
| 52 | 22 | Ćwiczenia na wózku      | Wheelchair Exercises |
| 53 | 23 | Droga do szkoły         | School Run           |
| 54 | 24 | Wizyta w szkole         | Visiting School      |
| 55 | 25 | Buty do szkoły          | School Shoes         |
| 56 | 26 | Wizyta nauczycielki     | Teacher Visit        |
| 57 | 27 | Nasze balony            | Our Balloons         |
| 58 | 28 | Przyjęcie urodzinowe    | Birthday Party       |
| 59 | 29 | Pierwszy dzień          | First Day            |
| 60 | 30 | Pamiętasz jak           | Remember This        |
| 61 | 31 | Gwiazdka                | Christmas Eve        |

### Seria 3 (2015)
Seria 3 składa się z 10 odcinków. Premierowa emisja odbyła się jesienią 2015 na CBeebies. Seria 3 zakończyła się odcinkiem specjalnym Christmas Eve.
| №  | #  | Tytuł polski      | Tytuł angielski |
| -- | -- | ----------------- | --------------- |
| 62 | 1  | Weekend na biwaku | Camping Weekend |
| 63 | 2  | Wizyta w szpitalu | Hospital Visit  |
| 64 | 3  | Powrót do zdrowia | Getting Better  |
| 65 | 4  | Znowu w domu      | Coming Home     |
| 66 | 5  | Badanie wzroku    | Eye Test        |
| 67 | 6  | Przyjaciel Antka  | Tony's Friend   |
| 68 | 7  | Dwa psy           | Two Dogs        |
| 69 | 8  | Nowe okulary      | New Glasses     |
| 70 | 9  | Kochana Mosia     | Lovely Mossy    |
| 71 | 10 | Wielkie zmiany    | All Change!     |
| 72 | S1 | Gwiazdka          | Christmas Eve   |

## Nagrody
- 2016: Nagroda Brytyjskiej Akademii Filmowej w kategorii dziecięcej Pre-School Live Action – wygrana[6][7][8][9][10][11]

## Krytyka
BBC emitując serial został oskarżony o seksizm. Wielu rodziców dzieci oglądających serial uznało, że jest on zadziwiająco seksistowski.